# Juillet 2008 en sport

## Samedi5 juillet
- Cyclisme : départ du Tour de France 2008

## Dimanche6 juillet
- Cricket : à Karachi, le Sri Lanka (273 all out) bat l'Inde (173 all out) lors de la finale de la neuvième édition de l'Asia Cup[1]. Ajantha Mendis (6/13) est désigné à la fois « homme du match » et « homme de la série » pour ses 17 wickets pris lors de ce tournoi, un record en une seule édition[2].
- Formule 1 : le Britannique Lewis Hamilton remporte sous la pluie le Grand Prix de Grande-Bretagne 2008. Le pilote McLaren s'impose devant l'Allemand Nick Heidfeld (BMW Sauber) et le Brésilien Rubens Barrichello (Honda) et reprend du même coup la tête du championnat.

## Dimanche20 juillet
- Formule 1 : Lewis Hamilton (McLaren-Mercedes) remporte le Grand Prix d'Allemagne 2008. Il s'impose devant les Brésiliens Nelsinho Piquet (Renault) et Felipe Massa (Ferrari) et conserve la tête du championnat du monde.

## Principaux rendez-vous sportifs du mois de juillet 2008
- 23 juin au 6 juillet : Tennis : Tournoi de Wimbledon
- 28 juin au 24 juillet : Voile : Tour de France à la voile
- 5 juillet : 
  - Athlétisme : Meeting de Madrid (Grand Prix)
  - Rugby à XV : début du Tri-nations
- 5 au 27 juillet : Cyclisme : Tour de France 2008
- 5 au 10 juillet : Escrime : Championnats d'Europe d'escrime 2008
- 6 juillet : Formule 1 : Grand Prix automobile de Grande-Bretagne
- 11 juillet : Athlétisme : Golden Gala à Rome (Golden League)
- 13 juillet : 
  - Athlétisme : Meeting d'Athènes (Grand Prix)
  - Moto : Grand Prix d'Allemagne de vitesse
- 17 au 20 juillet : Golf : British open de golf
- 18 juillet : Athlétisme : Meeting Gaz de France à Paris-Saint-Denis (Golden League)
- 20 juillet : 
  - Formule 1 : Grand Prix automobile d'Allemagne
  - Moto : Grand Prix des États-Unis de vitesse
  - Voile : Départ de la Transat Québec-Saint-Malo
- 22 juillet : Athlétisme : Meeting de Stockholm (Super Grand Prix)
- 22 au 27 juillet : Aviron : Championnats du monde
- 23 au 27 juillet : Volley-ball : finale de la Ligue mondiale
- 25 : Athlétisme : Meeting de Londres (Super Grand Prix)
- 25 juillet au 17 août - Voile : Solitaire du Figaro
- 27 juillet : Moto : 8 heures de Suzuka
- 29 juillet : Athlétisme : Meeting Herculis à Monaco (Super Grand Prix)
- 31 juillet au 3 août : Rallye : Rallye de Finlande